# Lelkipásztor
A lelkipásztor vagy lelkész egy keresztény gyülekezet vagy egyházközség vezetője, aki felelős a közösség lelki irányításáért. Úgy kell viselkedniük, mint a pásztoroknak, akik gondoskodnak a nyájról, és ez a gondoskodás magában foglalja a tanítást is. Istentiszteleteket vezetnek, prédikációt tartanak, tanítanak és tanácsokat adnak a közösségnek vagy a gyülekezetnek. 
Sok egyházban mindig felszentelik a lelkipásztorokat.
Az Újszövetség fordítói általában a „püspök”  és a „presbiter”  szavakat használják a korai kereszténység hasonló szerepű vezetőire. Ezeket a szavakat is néha felcserélhető módon használják, például a Titusz 1:5-6-ban.

## Etimológia
A szó a lelki (lélek + -i) és latin eredetű pastor (= juhpásztor) szavak összevonásából származik.
A pásztor kifejezés maga a Bibliából származik. Istent magát „Izrael pásztorának”, Izráel népét pedig „az Úr nyájának” nevezi.
Az Újszövetségben a görög ποιμην (poimén) szót használják, és általában pásztornak fordítják. Ezt a szót 18 alkalommal használják. Jézust a "Jó Pásztornak" is nevezi, pl. János 10:11-ben: "Én vagyok a jó pásztor; a jó pásztor életét adja a juhokért."
A "vének" vagy gyülekezeti vezetők feladata a nyáj (a közösség) pásztorolása, az egyetlen igaz Pásztor, Jézus Krisztus nevében és érdekében (János 21:25kk; ApCsel 20:28; 1Péter 5:2).

## A katolikus egyházban

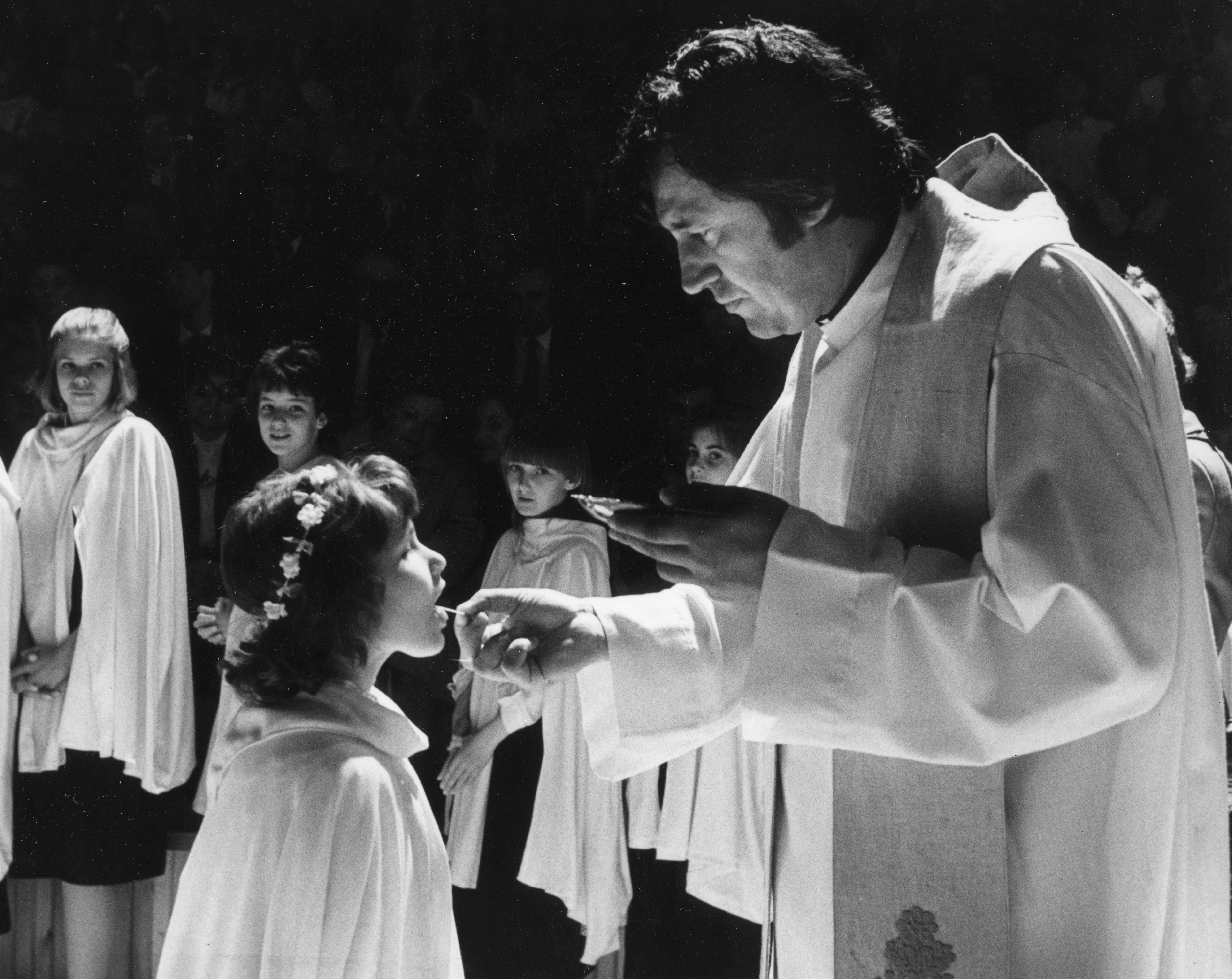
Lipp László római katolikus lelkipásztor, közismert nevén László atya elsőáldozáskor, amire akkor kerülhet sor, amikor a gyermek kellő hitoktatás után már különbséget tud tenni az Oltáriszentség és a közönséges kenyér között, és képes a gyónásra

A katolikus egyházban papnak nevezik a hívők egy részének pasztorálásáért felelős személyt. Megszólítása tisztelendő úr. Szoros értelemben véve a (főtisztelendő) püspök által kinevezett plébános, vagy káplán. Fő feladata a szentségek kiszolgáltatása és a rábízott közösség kezelése.

## Protestáns egyházakban
Lelkipásztornak vagy lelkésznek nevezik a magyar protestánsok lelki vezetőit. A lelkipásztorok a templomi vagy imaházi istentiszteleten és általában minden hivatalos jellegű egyházi szolgálaton kívüli gyülekezetüknek mint egésznek, valamint a gyülekezet tagjainak lelki szükségleteiről gondoskodnak, vagyis híveik körében például lelkipásztori látogatások által lelki gondozást folytatnak.
A protestantizmus ragaszkodik az újszövetségi "egyetemes papság" fogalmához, és a pásztort nem tekintik az egyház többi tagjától eltérő különleges státusú papnak, hanem egy bizonyos szolgálatot betöltő és ennek megfelelő felszenteléssel rendelkező személynek. A protestáns lelkész egy törvényesen bejegyzett vallási szervezet prédikátora.

## A lelkipásztor szó szinonimái
a protestantizmusban:
lelkész, prédikátor, pásztor, tiszteletes
a katolicizmusban:
plébános, pap, atya, tisztelendő, szerzetes stb.